# Los Indios
Los Indios – miasto w Stanach Zjednoczonych, w stanie Teksas, w hrabstwie Cameron.